# Carlos Lemos
Carlos Andrés Lemos Romaña, né le 3 juin 1988 à Vigía del Fuerte, est un athlète colombien, spécialiste du 400 m.
Son meilleur temps est de 45 s 71 obtenu à Mexico le 16 août 2014.